# مهرجان الإسماعيلية الدولي السابع عشر لرياضة سباقات الهجن
مهرجان الإسماعيلية الدولي السابع عشر لرياضة سباقات الهجن هو مهرجان يقام في المدينة المصرية الإسماعيلية  يومي 12 و13 مارس 2018.
تم توجيه الدعوات لعدد كبير من الدول العربية والأفريقية ودول الاتحاد الأوروبي للمشاركة في دورة المهرجان لهذا العام، وتأكد مشاركة 9 دول عربية وأفريقية وأوروبية منها المملكة العربية السعودية والأردن وتونس والجزائر والسودان وأريتريا وفرنسا وسويسرا.

## المنظم
اللجنة التنفيذية لمهرجان الإسماعيلية الدولي لسباقات الهجن العربية، عيد حمدان رئيس الاتحاد المصري للهجن وسلامة إبراهيم رئيس لجنة المسابقات، وممدوح النصيري مدير إدارة السياحة بالمحافظة وممثلي قطاعات ومديريات الشباب والرياضة والثقافة.